# Ephemerella apopsis
Ephemerella apopsis är en dagsländeart som beskrevs av Mccafferty 1992. Ephemerella apopsis ingår i släktet Ephemerella och familjen mossdagsländor. Inga underarter finns listade i Catalogue of Life.